# Siegfried Erdmann ze Žerotína
Siegfried Erdmann ze Žerotína (německy Siegfried Erdmann von Zierotin, † 1708 ) byl šlechtic z významného moravského rodu Žerotínů.

## Život
Narodil se jako syn Bernarda ze Žerotína a jeho manželky Anny Kateřiny rozené z Dalwitz (? –1666). Měl dvě mladší sestry, Markétu Florentinu a Johannu Alžbětu.
Po smrti svého otce v roce 1655 zdědil Siegfried Erdmann dvě stavovská panství: Niemodlin (Falkenberské panství) a Tułowice, avšak vzhledem k jeho nezletilosti spravovala panství až do roku 1666 jeho matka. Za jeho vlády bylo Niemodlinské panství po zničení třicetileté války obnoveno.
Byl nadlovčím vratislavského biskupa Karla Ferdinanda Vasy a okresním hejtmanem Opolska, Niemodlinu, Biały a Prudniku.

### Rodina
Byl ženatý s Annou Terezou ze Stillfriedu († 1718), s níž měl syny Karla Jindřicha (asi 1672 - 1716) a Františka Ludvíka (1682 - 1731).